# Покров Богородичен (Кремиковски манастир)
„Покров Богородичен“ е новият католикон на Кремиковския манастир, България.

## История
Църквата е построена в 1908 година по времето на архимандрит Василий, починал през 1908 година. Изградена е от майстор Илия Говедаров и е с дължина 25 m и ширина 15 m. Осветена е в 1908 година митрополит Партений Софийски. Иконостасът е дело на дебърски майстори от рода Филипови.
В „Покров Богородичен“ се съхранява още и Светогорска Богородична чудотворна икона, която има копие и в Челопеченския манастирски храм. Иконостасът и няколко руски икони са интересни образци на академичната иконопис на ХХ век.